# Pałac Górków w Krakowie
Pałac Górków  (Pałac Prymasa Krzyckiego także Dom pod Telegrafem) – zabytkowy manierystyczny zabytkowy pałac znajdujący się w Krakowie, w dzielnicy I Stare Miasto przy ul. Kanoniczej 24, na Starym Mieście.
Pałac Górków od 2004 roku jest siedzibą Wojewódzkiego Urzędu Ochrony Zabytków oraz Oddziału Ochrony Zabytków Urzędu Miasta Krakowa.

## Historia
W połowie XIV w. istniały w tym miejscu pierwsze drewniane zabudowania. Około 1400 roku powstał w tym miejscu gotycki murowany dom Klemensa Moskarzewskiego. Od 1407 roku należał on do rodzin Kurozwęckich. W drugiej połowie XVI wieku został przekształcony przez nich poprzez połączenie dwóch XV-wiecznych kamienic w gotycko-renesansowy pałac.
Pałac był wielokrotnie przebudowywany i rozbudowywany.
Od 1591 roku pałac należał do krakowskiej kapituły katedralnej – był własnością sekretarza królowej Bony – prymasa Andrzeja Krzyckiego i zgodnie z jego intencją miał być rezydencją prymasów, jednak po jego śmierci rodzina spadkobiercy sprzedała pałac Andrzejowi Górce.
Rodzina Górków (stąd nazwa pałacu) ufundowała przebudowę budynku w stylu manierystycznym z krużgankami wokół dziedzińca.
Kolejne zmiany wystroju budynku miały miejsce w XVIII wieku, kiedy zyskał on charakter barokowo-klasycystyczny.
Pałac został zniszczony w czasie walk konfederacji barskiej (1768-1772). Został odbudowany przez biskupa Józefa Olechowskiego. W czasie odbudowy zamurowano krużganki i wykonano nowe polichromie. W 1806 roku budynek został przejęty przez Austriaków. Mieściły się tu koszary, biura, areszt policji, biuro telegraficzne. Wówczas zmieniono układ wnętrz i ich wystrój, a pod koniec XIX wieku zbudowano oficynę wschodnią.
Po 1945 roku pałac przekazano służbie zdrowia. W trakcie remontu trwającego od 1967 roku odkryto krużganki i zdemontowano belki stropowe. Ostatnie badania oraz prace konserwatorskie i remontowe konserwatorskie zakończono w 2006 roku.

## Jaroslav Hašek

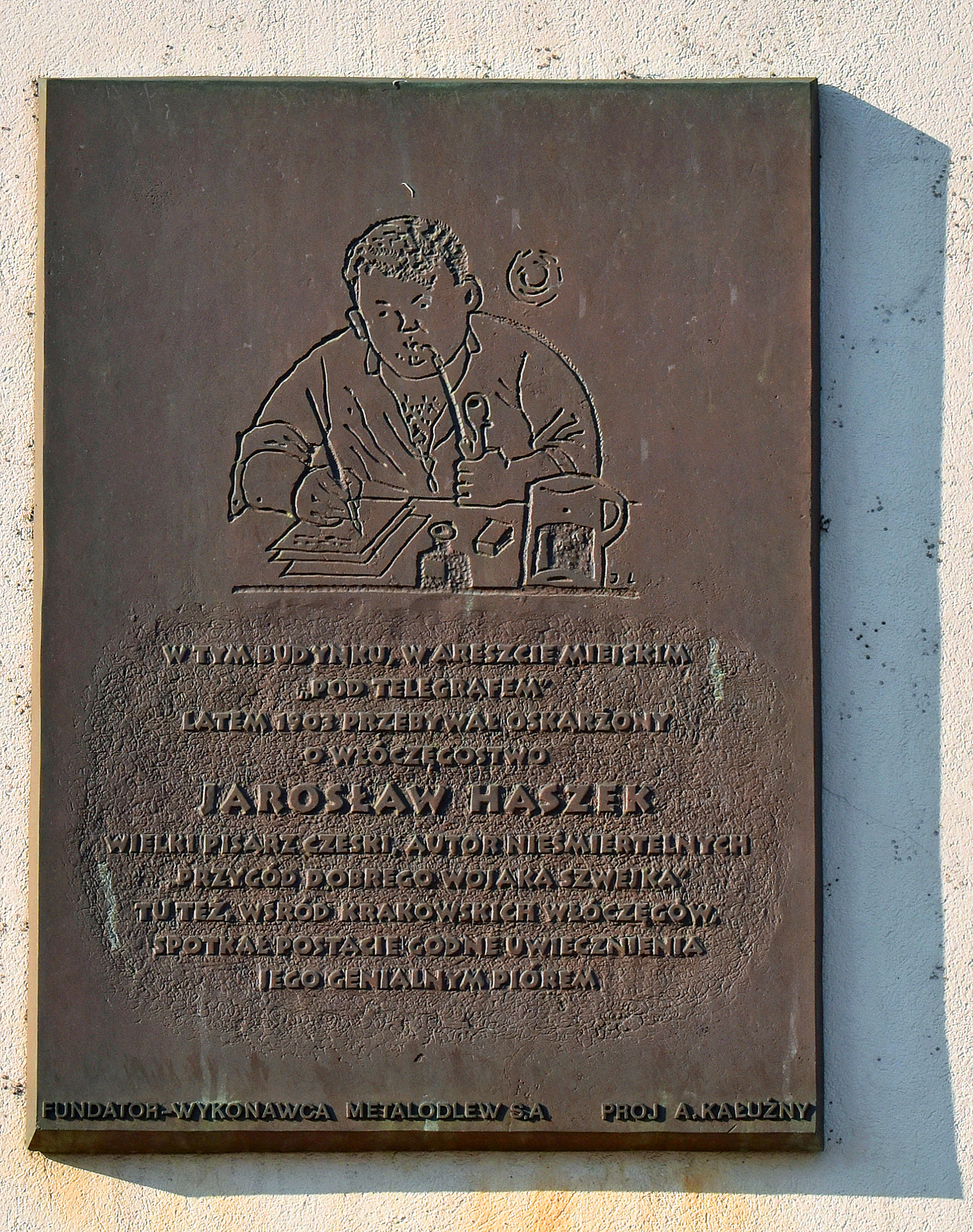
Tablica Jarosława Haszka.

Latem 1903 roku w areszcie znajdującym się w tym budynku został osadzony, "za włóczęgostwo", Jaroslav Hašek, czeski pisarz i dziennikarz. Współcześnie informuje o tym fakcie tablica pamiątkowa, wmurowana w fasadę budynku od strony ul. Podzamcze. Została ona ufundowana i wykonana, w 2004 roku, przez firmę Matalodlew SA a jej pojektantem był Antoni Kałużny.